# Weingartsgreuth

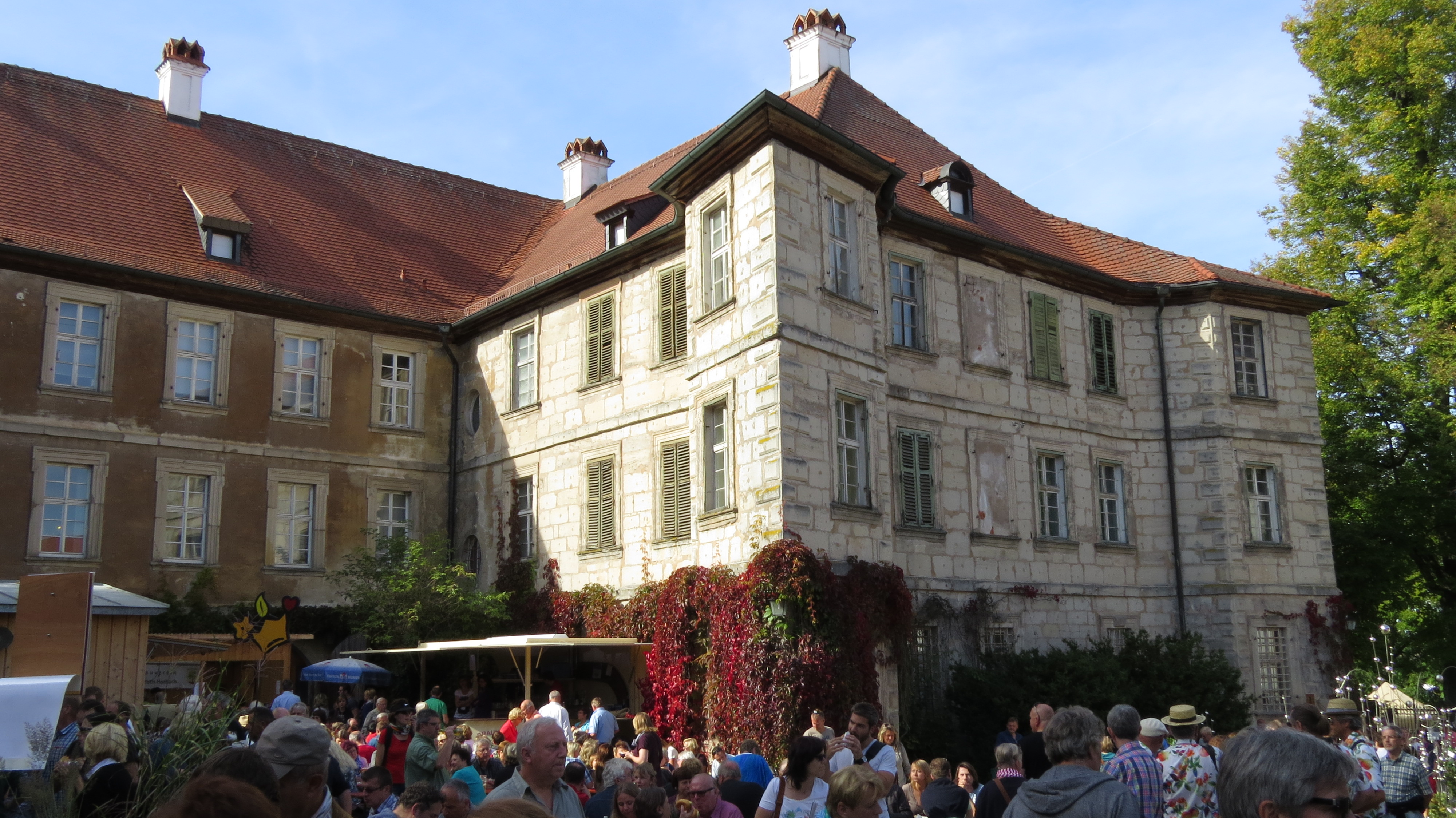
Schloss Weingartsgreuth

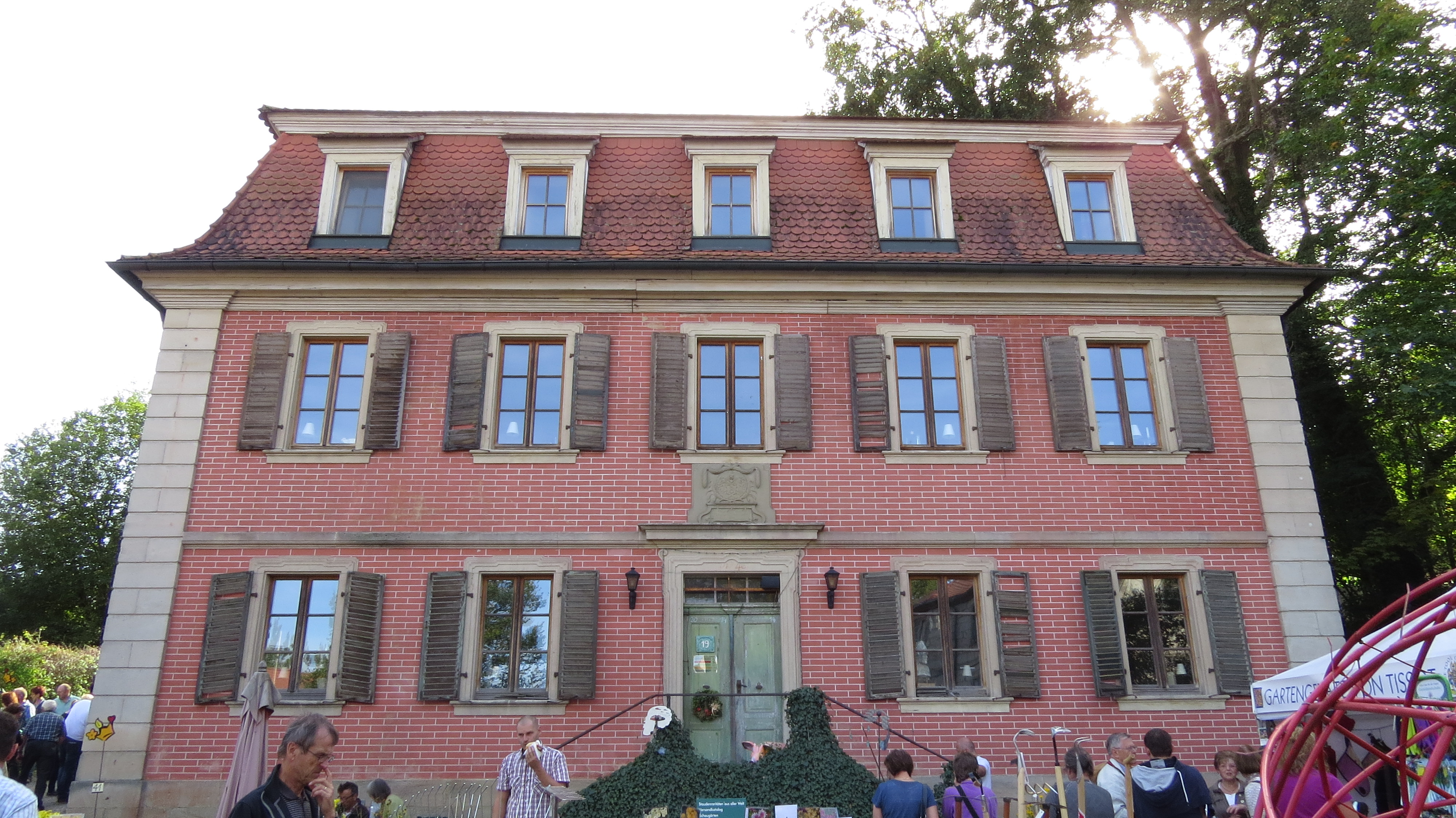
Kanzleigebäude

Weingartsgreuth ist ein Gemeindeteil des Marktes Wachenroth im Landkreis Erlangen-Höchstadt (Mittelfranken, Bayern). Die Gemarkung Weingartsreuth hat eine Fläche von 4,202 km². Sie ist in 620 Flurstücke aufgeteilt, die eine durchschnittliche Flurstücksfläche von 6777,74 m² haben. In ihr liegt neben dem namensgebenden Ort der Gemeindeteil Buchfeld.

## Geografie
Das Pfarrdorf liegt am Vocksgraben, der einen Kilometer nordöstlich als rechter Zufluss in die Reiche Ebrach mündet. Im Süden befindet sich die Autobahnraststätte Steigerwald und es grenzen kleinere Waldgebiete an. Ansonsten ist der Ort von Acker- und Grünland umgeben. Etwa einen Kilometer westlich erhebt sich der Schellenberg (345 m ü. NHN).
Die Kreisstraße ERH 23 verläuft nach Wachenroth zur Staatsstraße 2260 (1,8 km nordwestlich). Eine Gemeindeverbindungsstraße verläuft nach Buchfeld zur Kreisstraße ERH 22 (2,8 km südwestlich) bzw. nach Horbach (1,3 km nordöstlich). Eine weitere Gemeindeverbindungsstraße verläuft zur Raststätte Steigerwald (0,7 km südwestlich) und weiter nach Ailsbach zur ERH 22.

## Geschichte
Nach einer Binnenrodung im 11./12. Jahrhundert wurden die Orte Hohen- und Weingartsgreuth angelegt. Darauf verweist auch der Ortsname (greuth, Rodung) und der Ortstyp (Kettendorf). 1357 wurde der Ort erstmals urkundlich erwähnt. Die Rodung erfolgte zur Anlage eines Weingartens, der 1495 ausdrücklich bezeugt wurde. Lehnsherren waren die Herren von Hohenlohe. Von diesen empfing Ulrich von Lauffenholz den Zehnt des Dorfes als Lehen. Später ging die Lehensherrschaft an das Hochstift Bamberg über. Im Zweiten Markgrafenkrieg wurde der Ort 1553 gebrandschatzt. Zu dieser Zeit war Klaus von Egloffstein Lehensträger. 1574 gab das Hochstift das Lehen an Georg Marschalk von Ebnet, in dessen Familie es bis 1728 blieb. Vom Dreißigjährigen Krieg wurde der Ort schwer getroffen. Von 1709 bis 1712 errichtete Georg Christian Marschalk von Ebnet zwölf neue Herdstätten und stattete sie mit je fünf Morgen Feld aus. Nach dessen Tod im Jahr 1728 gelangte das Rittergut an seinen Schwager Christoph Friedrich von Seckendorff-Aberdar.
Gegen Ende des 18. Jahrhunderts gab es in Weingartsgreuth 31 Anwesen (Schloss, Wirtshaus, 13 Güter, 11 Gütlein, 3 Tropfhäuser, 1 Schmiede, 1 Ziegelei) und ein Gemeindehirtenhaus. Das Hochgericht übte das bambergische Centamt Wachenroth aus. Die Dorf- und Gemeindeherrschaft sowie die Grundherrschaft über alle Anwesen hatte das Seckendorff’sche Rittergut Weingartsgreuth.
1802 kam Weingartsgreuth an das Kurfürstentum Bayern. Im Rahmen des Gemeindeedikts wurde der Ort dem 1808 gebildeten Steuerdistrikt Schirnsdorf zugeordnet. Mit dem Zweiten Gemeindeedikt (1818) entstand die Ruralgemeinde Weingartsgreuth, zu der Buchfeld und Fallmeisterei gehörten. Sie war in Verwaltung und Gerichtsbarkeit dem Landgericht Höchstadt zugeordnet und in der Finanzverwaltung dem Rentamt Höchstadt. In der freiwilligen Gerichtsbarkeit und der Ortspolizei unterstand der Ort dem Patrimonialgericht Weingartsgreuth. Am 9. September 1854 wurde Warmersdorf eingemeindet, während die Fallmeisterei nach Schirnsdorf umgemeindet wurde. Ab 1862 gehörte Weingartsgreuth zum Bezirksamt Höchstadt an der Aisch (1939 in Landkreis Höchstadt an der Aisch umbenannt) und weiterhin zum Rentamt Höchstadt (1919 in Finanzamt Höchstadt umbenannt, 1929–1972 Finanzamt Forchheim, seit 1972 Finanzamt Erlangen). Die Gerichtsbarkeit blieb beim Landgericht Höchstadt (1879 in das Amtsgericht Höchstadt an der Aisch umgewandelt), von 1959 bis 1973 war das Amtsgericht Forchheim zuständig, seitdem ist es das Amtsgericht Erlangen. Die Gemeinde hatte eine Gebietsfläche von 6,075 km².
Am 1. Mai 1978 wurde Weingartsgreuth im Zuge der Gebietsreform in den Markt Wachenroth eingegliedert.

### Baudenkmäler
- Haus Nr. 19, 21, 23: Schloss Weingartsgreuth mit Kanzlei- und Nebengebäude und Schlosspark
- Haus Nr. 58: Wirtschaftshof
- Martersäule, sogenannte Ochsenmarter
- Gedenkkreuz „Kreuzlein“
- Steinkreuz

### Bodendenkmäler
- Östlich des Ortes in der Waldflur Kappelschlag befindet sich der Turmhügel Weingartsgreuth, der unter der Nummer D-5-6230-0012 als Bodendenkmal geführt wird.[11]
- Der Bereich des Schlosses wird unter der Nummer D-5-6230-0117 als Bodendenkmal geführt.[12]

### Einwohnerentwicklung
Gemeinde Weingartsgreuth
| Jahr      | 1819   | 1840   | 1852   | 1855   | 1861   | 1867   | 1871   | 1875   | 1880   | 1885   | 1890   | 1895   | 1900   | 1905   | 1910   | 1919   | 1925   | 1933   | 1939   | 1946   | 1950   | 1952   | 1961  | 1970   |
| Einwohner | 316    | 502 *  | 576 *  | 597    | 602    | 622    | 628    | 640    | 683    | 674    | 641    | 639    | 592    | 595    | 615    | 597    | 574    | 583    | 575    | 906    | 844    | 805    | 400   | 407    |
| Häuser    |        |        |        |        |        |        | 83     |        |        | 83     | 86     |        | 84     |        |        |        | 85     |        |        |        | 86     |        | 83    |        |
| Quelle    | [ 14 ] | [ 15 ] | [ 15 ] | [ 15 ] | [ 16 ] | [ 17 ] | [ 18 ] | [ 19 ] | [ 20 ] | [ 21 ] | [ 22 ] | [ 15 ] | [ 23 ] | [ 15 ] | [ 24 ] | [ 15 ] | [ 25 ] | [ 15 ] | [ 15 ] | [ 15 ] | [ 26 ] | [ 15 ] | [ 9 ] | [ 27 ] |

Ort Weingartsgreuth
| Jahr      | 001819 | 001861 | 001871 | 001885 | 001900 | 001925 | 001950 | 001961 | 001970 | 001987 | 002020 |
| Einwohner | 258    | 255    | 250    | 264    | 231    | 216    | 301    | 212    | 215    | 312    | 278    |
| Häuser    |        |        |        | 48     | 49     | 47     | 46     | 44     |        | 84     |        |
| Quelle    | [ 14 ] | [ 16 ] | [ 18 ] | [ 21 ] | [ 23 ] | [ 25 ] | [ 26 ] | [ 9 ]  | [ 27 ] | [ 28 ] | [ 1 ]  |

## Religion
Der Ort ist Sitz einer Pfarrei und seit der Reformation evangelisch-lutherisch geprägt. Die Einwohner römisch-katholischer Konfession sind nach St. Gertrud (Wachenroth) gepfarrt.